# Engelbert Röntgen (1886-1958)
Engelbert Röntgen (Amsterdam, 12 augustus 1886 – Den Bosch, 7 september 1958) was een Nederlands cellist.

## Achtergrond
Hij werd geboren binnen het gezin van musicus Julius Röntgen en violiste Amanda Maier. Hij is vernoemd naar zijn grootvader Engelbert Röntgen (1829-1897). Hij was de tweede zoon en laatste kind (na Julius jr.) uit dat huwelijk. Zijn moeder had een zwakke gezondheid en overleed toen hij acht jaar oud was. Zijn vader hertrouwde na drie jaar met Abrahamine des Amorie van der Hoeven, dat huwelijk bracht nog een aantal kinderen voort. Hijzelf huwde de Amerikaanse Helena Helfrich Adamson (1880-1966). Nadat hij met pensioen ging bij de Met vestigde hij zich in Heidelberg en daarna vanwege het gunstiger klimaat in Lugano. Hij overleed in een ziekenhuis waar zijn neef Frithjof Richard Röntgen internist (zoon van Julius jr.) was. Hij werd begraven op natuurbegraafplaats Den en Rust te Bilthoven, waar ook zijn vrouw Helfrich in 1966 werd begraven.

## Loopbaan
Door opa en vader kreeg Engelbert Röntgen de muziek met de paplepel ingegoten. Hun muzikale netwerk opende deuren voor hem. Zo kreeg hij tijdens vakanties op het Deense eiland Lolland te maken met de muziek van de vooraanstaande Deense componist J.P.E. Hartmann, doordat hij bij diens dochter Clara logeerde, die getrouwd was met de componist August Winding. Tijdens de muzikale omzwervingen leerde hij ook Edvard Grieg kennen, een boezemvriend van zijn vader Julius. Zijn eerste celloleraar was Isaäc Mossel in Amsterdam, ook de leraar van halfbroer Edvard Frants Röntgen. In 1905 kwamen de internationale lessen van de grond, toen hij celloles kreeg van zijn oudoom Julius Klengel (opa Engelbert was getrouwd met Pauline Klengel). Twee jaar later zat hij op les bij Pablo Casals, die vaak optrad met vader Julius. Ongeveer tegelijkertijd kon hij als cellist aan de slag bij het Tonhalle Orchester Zürich in Zürich. In 1912 schoof hij door naar het orkest van de Hofopera in Wenen. Na een kort verblijf in Nederland wilde hij wel terug, maar dat kon niet door de Eerste Wereldoorlog, omdat hij dan in Duitse krijgsdienst zou moeten.
In plaats van oostwaarts te trekken vertrok hij naar de Verenigde Staten om de post van solocellist bij het New York Philharmonic te aanvaarden. Even later was hij aangesteld bij het Minneapolis Symphony Orchestra, waar hij enige tijd samen speelde met Louis Wolff. Van Minneapolis verhuisde hij terug naar New York om aan de slag te gaan bij het orkest van de Metropolitan Opera. Hij speelde ondertussen ook kamermuziek in het door hem mede opgerichte Woodstock String Quartet. Ook maakte hij deel uit van het Röntgen-strijktrio met vader en broer Julius.

## Werk
Van Engelbert Röntgen zijn ook enige composities min of meer bekend:
- twee symfonieën
- een opera op libretto van Victor Hugo (titel onbekend)
- twee strijkkwartetten
- een concert voor viool en cello
- strijkkwintet

Enkele concerten:
- 9 januari 1909: Concertgebouw, kleine zaal: Aaltje Noordewier-Reddingius, Julius Röntgen jr. en Engelbert Röntgen
- Rotterdam, 10 december 1927: Julius Röntgen jr. en Engelbert Röntgen spelen met het Rotterdams Philharmonisch Orkest het Dubbelconcert voor viool, cello en orkest van vader Julius Röntgen

- Gemeinsame Normdatei: 130135917
- International Standard Name Identifier: 0000 0000 3966 6580
- Library of Congress Control Number: no89016465
- Nationale Bibliotheek van Israël: 987007286814805171
- Nederlandse Thesaurus van Auteursnamen: 336270003
- Virtual International Authority File: 78335091
- WorldCat: E39PBJk4FXpgHjHX6FDBVY4jG3